# Габиче Монте (Пезаро и Урбино)
Габиче Монте је насеље у Италији у округу Пезаро и Урбино, региону Марке.
Према процени из 2011. у насељу је живело 234 становника. Насеље се налази на надморској висини од 129 м.